# Бакгорн (Кентуккі)
Бакгорн (англ. Buckhorn) — місто (англ. city) в США, в окрузі Перрі штату Кентуккі. Населення — 89 осіб (2020).

## Географія
Бакгорн розташований за координатами 37°20′45″ пн. ш. 83°28′13″ зх. д. / 37.34583° пн. ш. 83.47028° зх. д. (37.345961, -83.470240).  За даними Бюро перепису населення США в 2010 році місто мало площу 0,91 км², з яких 0,87 км² — суходіл та 0,04 км² — водойми.

## Демографія
Згідно з переписом 2010 року, у місті мешкали 162 особи в 52 домогосподарствах у складі 36 родин. Густота населення становила 178 осіб/км².  Було 61 помешкання (67/км²).
Расовий склад населення:
| - 94,4 % — білих - 2,5 % — чорних або афроамериканців - 1,2 % — корінних американців - 1,9 % — осіб інших рас |

До двох чи більше рас належало 0,0 %. Частка іспаномовних становила 2,5 % від усіх жителів.
За віковим діапазоном населення розподілялося таким чином: 40,7 % — особи молодші 18 років, 51,9 % — особи у віці 18—64 років, 7,4 % — особи у віці 65 років та старші. Медіана віку мешканця становила 29,0 року. На 100 осіб жіночої статі у місті припадало 102,5 чоловіків;  на 100 жінок у віці від 18 років та старших — 100,0 чоловіків також старших 18 років.
Середній дохід на одне домашнє господарство  становив 47 380 доларів США (медіана — 38 750), а середній дохід на одну сім'ю — 55 625 доларів (медіана — 43 500). За межею бідності перебувало 18,5 % осіб, у тому числі 47,1 % дітей у віці до 18 років та 0,0 % осіб у віці 65 років та старших.
Цивільне працевлаштоване населення становило 46 осіб. Основні галузі зайнятості: освіта, охорона здоров'я та соціальна допомога — 45,7 %, виробництво — 19,6 %, мистецтво, розваги та відпочинок — 13,0 %, сільське господарство, лісництво, риболовля — 13,0 %.